# Ołeh Szełajew
Ołeh Mykołajowycz Szełajew, ukr. Олег Миколайович Шелаєв (ur. 5 listopada 1976 w Ługańsku) – ukraiński piłkarz grający na pozycji pomocnika, reprezentacji Ukrainy.

## Kariera piłkarska

### Kariera klubowa
Szełajew karierę rozpoczynał w Zorii Ługańsk, z której został zakupiony przez Szachtar Donieck. Nie mógł przebić się do pierwszego składu Szachtara, więc rundę wiosenną sezonu 1998-99 spędził na wypożyczeniu do Dnipro Dniepropietrowsk. Po powrocie do Szachtara wciąż był tylko rezerwowym. Na krótko został wypożyczony do Metałuha Donieck (wiosna sezonu 1999-2000). Od nowego sezonu ligi ukraińskiej został zakupiony przez Dnipro, gdzie grał do 2009. Zimą 2009 został wypożyczony do Krywbasa Krzywy Róg. Latem 2009 przeszedł do Metalista Charków.

## Kariera reprezentacyjna
W reprezentacji debiutował 28 kwietnia 2004 roku w meczu ze Słowacją. Grał w eliminacjach do Weltmeisterschaft 2006, a następnie pojechał na niemiecki mundial. Na mistrzostwach zagrał we wszystkich pięciu spotkaniach Ukrainy (w tym cztery w pełnym wymiarze czasowym). Ogółem dla reprezentacji rozegrał ponad 30 meczów.

## Sukcesy i odznaczenia

### Sukcesy klubowe
- wicemistrz Ukrainy: 1997, 1998
- brązowy medalista Mistrzostw Ukrainy: 2001, 2004, 2010, 2011
- zdobywca Pucharu Ukrainy: 1997
- finalista Pucharu Ukrainy: 2004

### Sukcesy reprezentacyjne
- ćwierćfinalista Mistrzostw Świata: 2006

### Sukcesy indywidualne
- rekordzista w ilości rozegranych meczów w składzie Dnipra Dniepropetrowsk: 209 meczów (na dzień 01.01.2009)
- członek klubu 300 (Ołeksandra Czyżewskiego): 385 meczów (na dzień 18.07.2011)

### Odznaczenia
- tytuł Zasłużonego Mistrza Sportu Ukrainy: 2005[1]
- Order „Za odwagę” III klasy: 2006[2].